# Matts Andersson
Matts Olof Andersson-Risberg (* 13. August 1975) ist ein ehemaliger schwedischer Fußballspieler. Der Torwart kam im Rahmen seiner aktiven Karriere zu zwei Einsätzen in der Allsvenskan.

## Werdegang
Andersson begann mit dem Fußballspielen bei Väsby IK, dem er sich 1981 anschloss. Beim Verein aus Upplands Väsby durchlief der Torwart die einzelnen Nachwuchsmannschaften und qualifizierte sich durch seine Leistungen für regionale Auswahlen. Bei einem Spiel der Stockholmer Auswahl gegen eine Auswahlmannschaft aus Schonen entdeckte ihn Tommy Söderberg und verpflichtete ihn Anfang 1993 nach einem zweiwöchigen Probetraining für AIK. Zunächst noch Juniorenspieler, entwickelte er sich zum Juniorennationalspieler.
1994 debütierte Andersson in der Herrenmannschaft von AIK. Bei einem Spiel im Rahmen des Intertoto-Cups 1994 gegen den Schweizer Vertreter FC Lausanne-Sport ersetzte er den etatmäßigen Torhüter Magnus Hedman, der beim Weltmeisterschaftsturnier in den Vereinigten Staaten weilte, und stand erstmals zwischen den Pfosten. Anschließend rückte er wieder ins zweite Glied, kam aber am Ende der Spielzeit 1994 zu seinem Debüt in der höchsten schwedischen Spielklasse. Am letzten Spieltag knickte Hedman beim Spiel gegen Halmstads BK kurz vor Spielende um und als Einwechselspieler kam Andersson zu seinen ersten zwei Minuten in der Allsvenskan. In der folgenden Spielzeit war er anfangs wiederum zweiter Torhüter hinter Hedman. Dieser rutschte jedoch im Saisonverlauf in ein Formtief. Lange Zeit hielt Trainer Hans Backe an ihm fest, zumal Andersson mit Rückenproblemen zu kämpfen hatte. Am 3. August entschied er sich letztlich doch zum Torwarttausch. Erneut gegen Halmstads BK stand Andersson damit erstmals in der Allsvenskan in der Startformation. Durch Tore seiner Mannschaftskameraden Mattias Johansson und Patrick Englund erreichte er an der Seite von Johan Mjällby, Fredrik Espmark und Gary Sundgren ein 2:2-Unentschieden, wobei er die zweite Spielhälfte von Rückenschmerzen geplagt war. Daraufhin kehrte Hedman ab dem folgenden Spieltag wieder ins Tor zurück.
In den folgenden Jahren entwickelte sich Hedman zu einem der besten Torhüter Schwedens und rückte in die schwedische Nationalmannschaft auf. Nachdem Andersson sich aber auch nach dem Abschied Hedmans im Sommer 1997 nicht gegen den neu verpflichteten Anders Almgren durchsetzen konnte, verließ er Ende 1997 den Verein. Bei den unterklassig antretenden Vereinen Värtans IK und Spårvägens FF ließ er in den folgenden beiden Jahren seine Karriere ausklingen. Später begann er ein Ingenieursstudium.